# Charrin
Charrin és un municipi francès, situat al departament del Nièvre i a la regió de Borgonya - Franc Comtat. L'any 2007 tenia 643 habitants.

## Demografia

### Població
El 2007 la població de fet de Charrin era de 643 persones. Hi havia 282 famílies, de les quals 76 eren unipersonals (28 homes vivint sols i 48 dones vivint soles), 113 parelles sense fills, 81 parelles amb fills i 12 famílies monoparentals amb fills.
La població ha evolucionat segons el següent gràfic:
Habitants censats

### Habitatges
El 2007 hi havia 369 habitatges, 280 eren l'habitatge principal de la família, 55 eren segones residències i 34 estaven desocupats. 362 eren cases i 6 eren apartaments. Dels 280 habitatges principals, 244 estaven ocupats pels seus propietaris, 32 estaven llogats i ocupats pels llogaters i 4 estaven cedits a títol gratuït; 11 tenien dues cambres, 45 en tenien tres, 70 en tenien quatre i 153 en tenien cinc o més. 221 habitatges disposaven pel capbaix d'una plaça de pàrquing. A 117 habitatges hi havia un automòbil i a 130 n'hi havia dos o més.

### Piràmide de població
La piràmide de població per edats i sexe el 2009 era:
| Homes | Edats   | Dones |
| ----- | ------- | ----- |
| 0     | 95 o +  | 0     |
| 0     | 90 a 94 | 12    |
| 0     | 85 a 89 | 16    |
| 0     | 80 a 84 | 8     |
| 16    | 75 a 79 | 16    |
| 20    | 70 a 74 | 24    |
| 28    | 65 a 69 | 24    |
| 8     | 60 a 64 | 16    |
| 16    | 55 a 59 | 12    |
| 20    | 50 a 54 | 12    |
| 32    | 45 a 49 | 36    |
| 16    | 40 a 44 | 24    |
| 28    | 35 a 39 | 24    |
| 16    | 30 a 34 | 8     |
| 4     | 25 a 29 | 20    |
| 8     | 20 a 24 | 8     |
| 40    | 15 a 19 | 20    |
| 12    | 10 a 14 | 28    |
| 12    | 5 a 9   | 4     |
| 12    | 0 a 4   | 12    |

## Economia
El 2007 la població en edat de treballar era de 386 persones, 260 eren actives i 126 eren inactives. De les 260 persones actives 232 estaven ocupades (125 homes i 107 dones) i 28 estaven aturades (12 homes i 16 dones). De les 126 persones inactives 67 estaven jubilades, 19 estaven estudiant i 40 estaven classificades com a «altres inactius».

### Ingressos
El 2009 a Charrin hi havia 267 unitats fiscals que integraven 610,5 persones, la mediana anual d'ingressos fiscals per persona era de 16.622 €.

### Activitats econòmiques
Dels 12 establiments que hi havia el 2007, 4 eren d'empreses de construcció, 1 d'una empresa de comerç i reparació d'automòbils, 2 d'empreses d'hostatgeria i restauració, 1 d'una empresa immobiliària, 2 d'empreses de serveis i 2 d'entitats de l'administració pública.
Dels 5 establiments de servei als particulars que hi havia el 2009, 1 era un paleta, 1 guixaire pintor, 1 fusteria, 1 restaurant i 1 agència immobiliària.
L'any 2000 a Charrin hi havia 22 explotacions agrícoles que ocupaven un total de 1.692 hectàrees.

## Equipaments sanitaris i escolars
El 2009 hi havia una escola elemental.

## Poblacions més properes
El següent diagrama mostra les poblacions més properes.